# Pinseque
Pinseque ist ein Ort und eine Gemeinde (municipio) mit insgesamt 4.551 Einwohnern (Stand: 2024) im Zentrum der Provinz Saragossa in der Autonomen Region Aragonien im Nordosten Spaniens.

## Lage und Klima
Pinseque liegt etwa 18 km (Fahrtstrecke) westnordwestlich der Provinzhauptstadt Saragossa in einer Höhe von ca. 230 m. Das Klima ist gemäßigt bis warm; der eher spärliche Regen (ca. 362 mm/Jahr) fällt übers Jahr verteilt.

## Bevölkerungsentwicklung
| Jahr      | 1970 | 1981 | 1991 | 2001 | 2011 | 2021 |
| Einwohner | 1215 | 1168 | 1363 | 1741 | 3579 | 4184 |

Der Anstieg der Einwohner ab dem 21. Jahrhundert ist auf die Ausweisung mehrerer Neubaugebiete zurückzuführen.

## Sehenswürdigkeiten

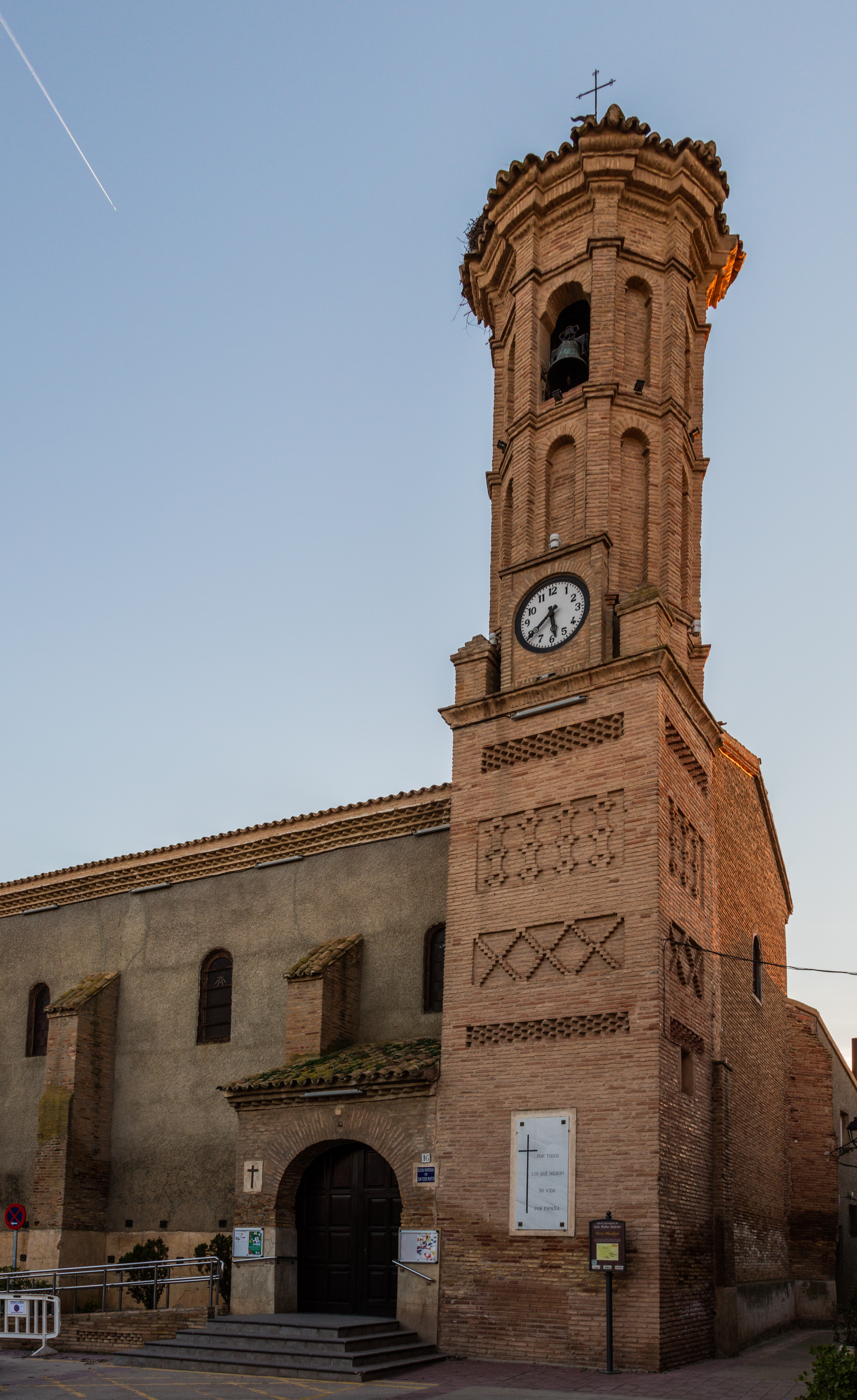
Petruskirche
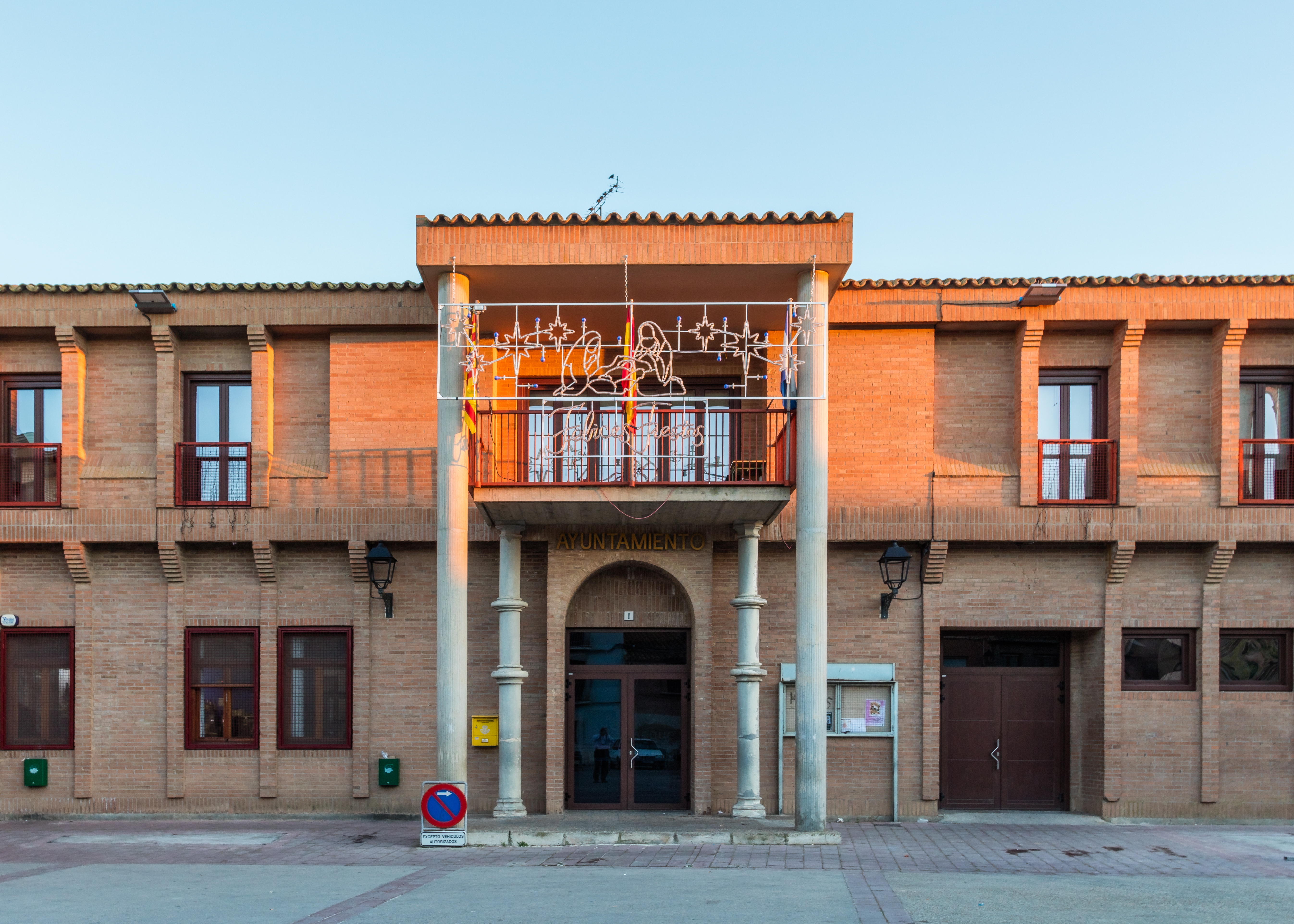
Rathaus

- Petruskirche
- Rathaus